# Torre de Televisão de Bacu
A Torre de Televisão de Bacu (Baku) é uma torre para transmissão de sinal de TV que foi construída em 1996 na cidade de Bacu, Azerbaijão. Tem altura de 310 m (1017 pés) e, até julho de 2019, foi a 36.ª torre de estrutura independente mais alta do mundo.